# Hochschule für angewandte Wissenschaften Neu-Ulm

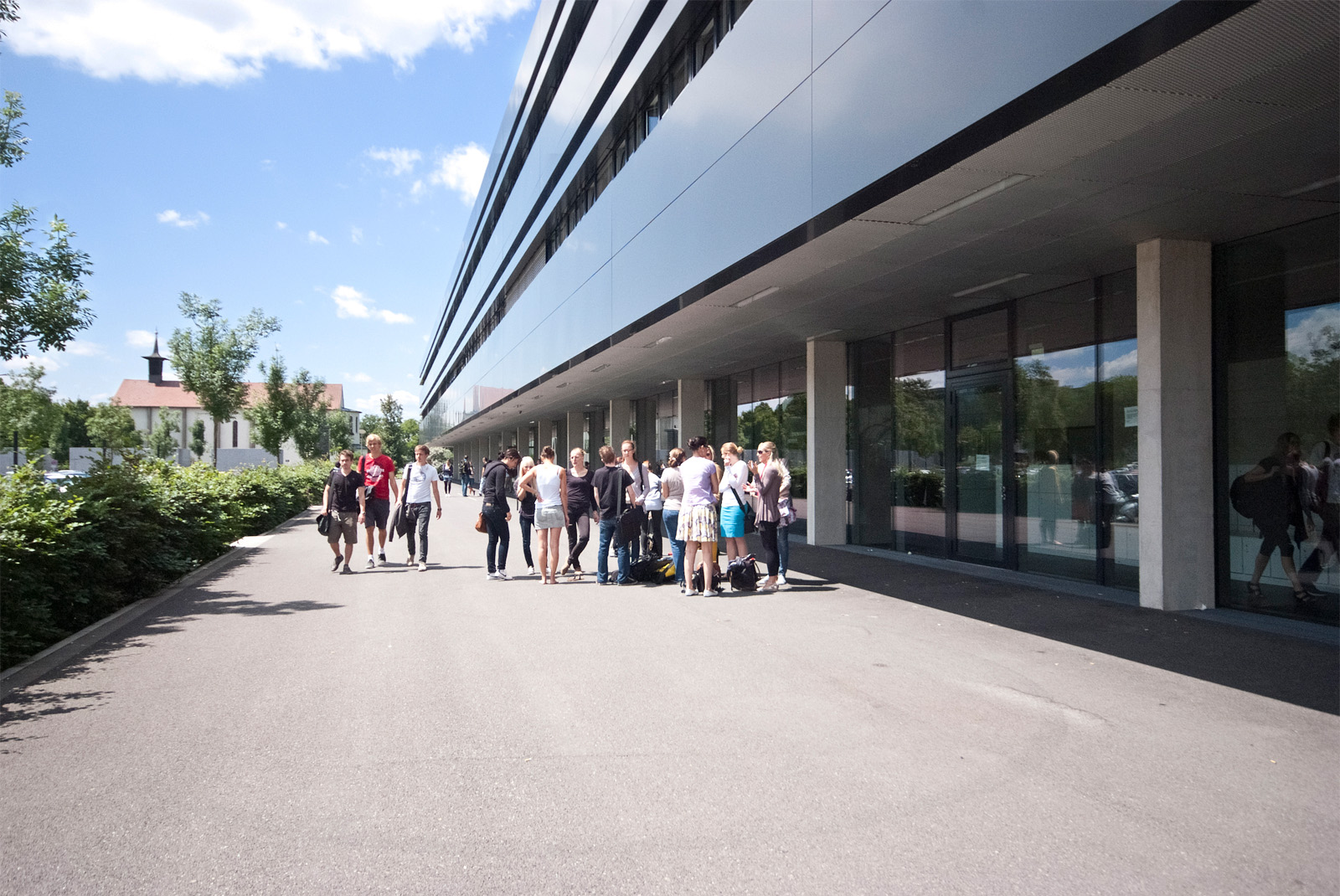
Hauptgebäude der Hochschule Neu-Ulm

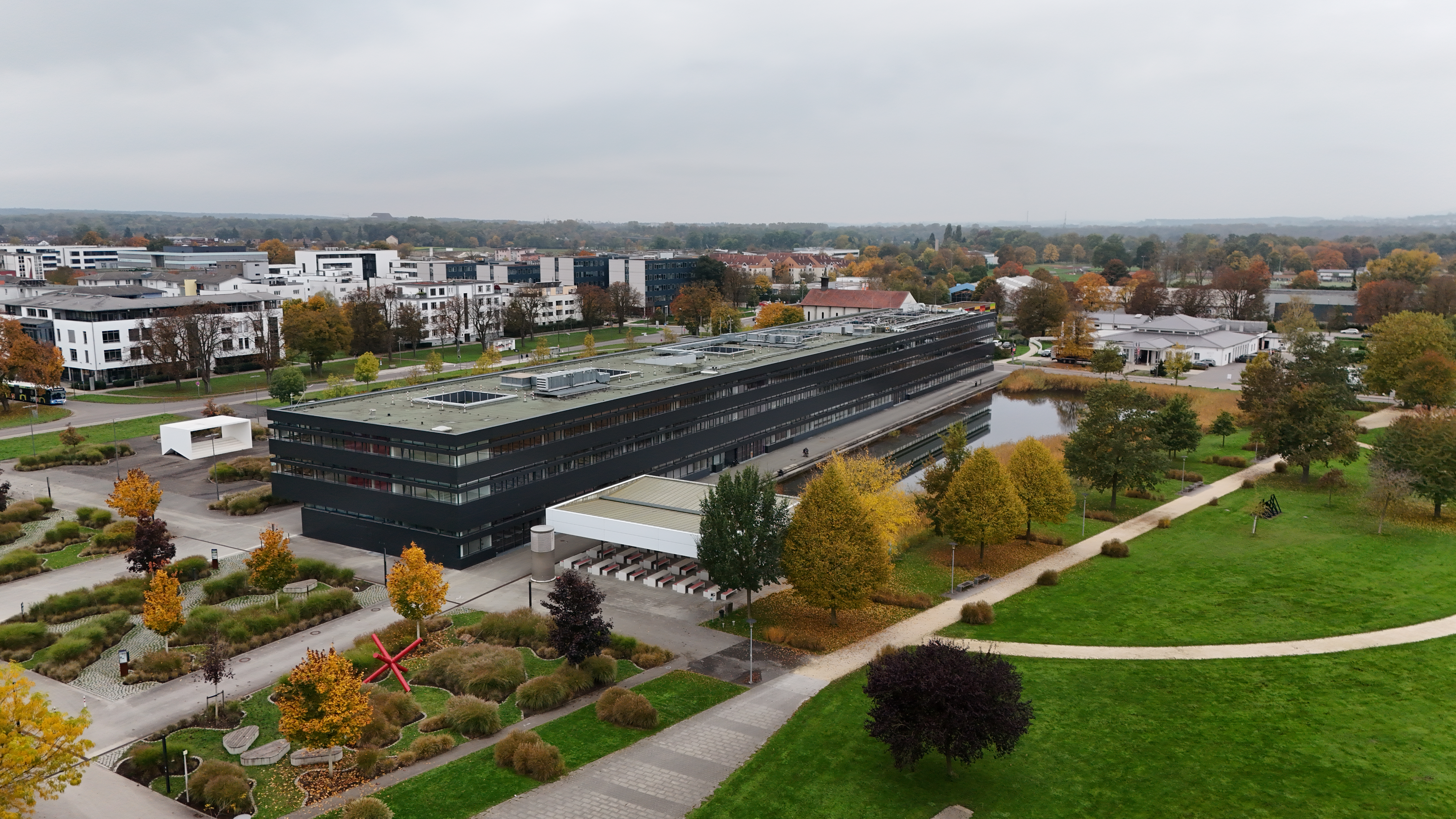
Luftaufnahme vom Hauptgebäude

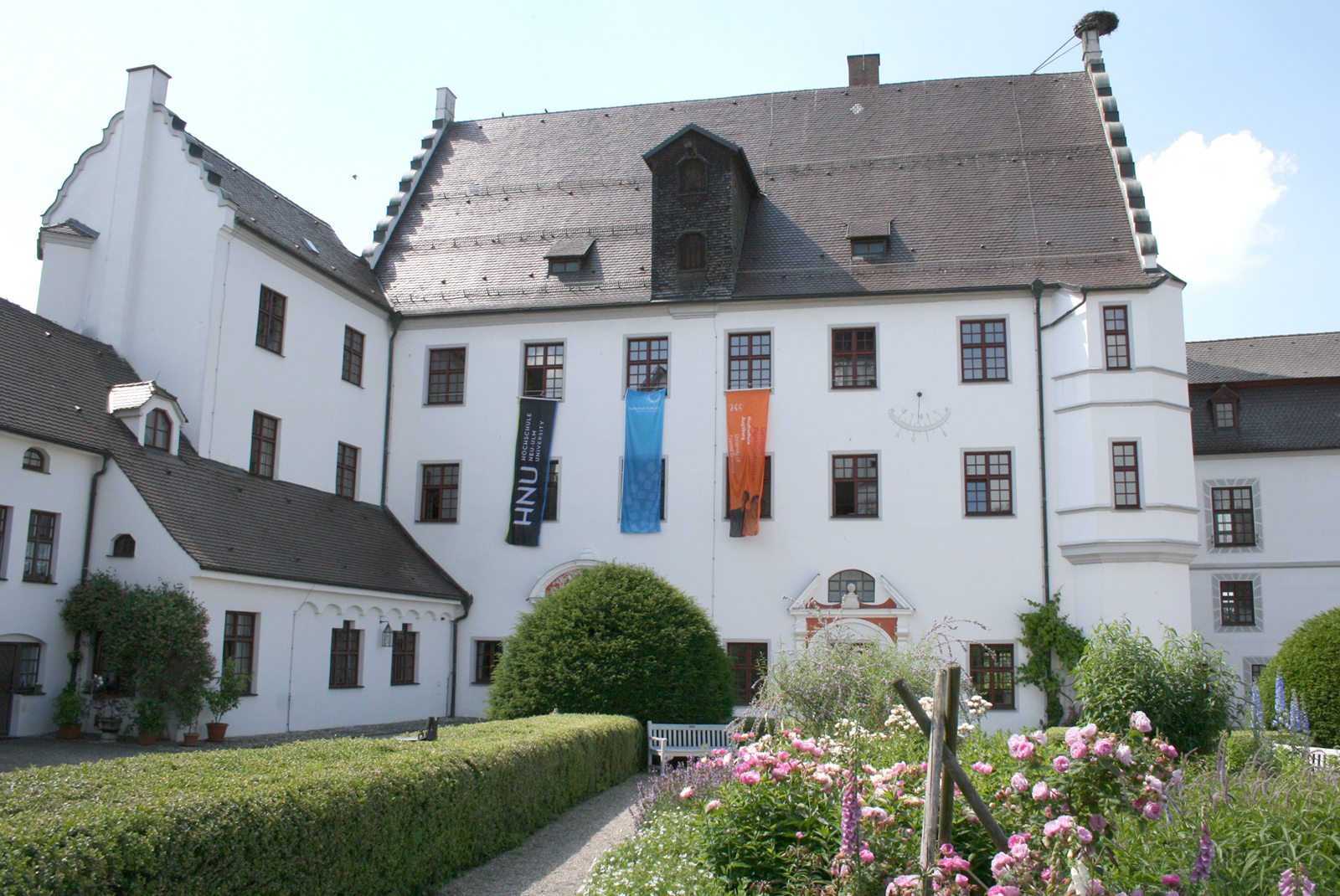
Hochschulzentrum Vöhlinschloss

Die Hochschule für angewandte Wissenschaften Neu-Ulm (kurz Hochschule Neu-Ulm – bis Februar 2008 Fachhochschule Neu-Ulm) ist eine betriebswirtschaftlich und international orientierte Fachhochschule, die 1994 als Abteilung der Hochschule Kempten in Neu-Ulm gegründet wurde. Seit 1. Oktober 1998 ist die Hochschule Neu-Ulm selbständig.

## Studiengänge
Die Hochschule bietet Bachelor-, Master- und MBA-Studiengänge aus den Bereichen Wirtschaft, Informatik, Gestaltung und Kommunikation, Gesundheitswesen sowie Technik. Aufgeteilt sind die Studiengänge auf drei Fakultäten und ein Zentrum für berufsbegleitende Weiterbildung.
- Fakultät Wirtschaftswissenschaften
- Fakultät Informationsmanagement
- Fakultät Gesundheitsmanagement
- Zentrum für Weiterbildung

## Standorte
Die Hochschule Neu-Ulm ist seit 2008 in einem neuen Gebäude auf dem Wiley-Gelände im Neu-Ulmer Stadtteil Ludwigsfeld untergebracht. Alle Hörsäle, Seminarräume, Büros und zentralen Einrichtungen sind auf einem Campus angesiedelt. Im nahe gelegenen Edison Center befinden sich zusätzliche Büros und Hörsäle der Fakultäten Wirtschaftswissenschaften und Informationsmanagement. Von 2013 bis 2018 war die Fakultät Gesundheitsmanagement in das ehemalige Fachhochschulgebäude in der Neu-Ulmer Steubenstraße ausgelagert. Im September 2018 wurde ein Erweiterungsbau unmittelbar neben dem Hauptgebäude eröffnet, sodass mit dem Wintersemester 2018/2019 wieder alle Studiengänge und Fakultäten auf dem Campus vereint sind. Der Bau dauerte drei Jahre, ist etwa halb so groß wie das Hauptgebäude und umfasst neben den zusätzlichen Räumlichkeiten auch 460 neue Parkplätze, um das angrenzende Wohngebiet zu entlasten. Investiert wurden für die Erweiterung rund 26 Millionen Euro.
Gemeinsam mit den Hochschulen Augsburg und Kempten betreibt die Hochschule Neu-Ulm seit 2009 das Hochschulzentrum Vöhlinschloss in Illertissen. Die Hochschulen nutzen das Tagungs- und Kongresszentrum für Seminare, Fortbildungen, Konferenzen und für Existenzgründungsberatung.

## Sonstiges
Die Hochschule Neu-Ulm ist Mitglied im MedienCampus Bayern, dem Dachverband für die Medienaus- und -weiterbildung in Bayern.
Am 13. Februar 2008 änderte die Fachhochschule Neu-Ulm ihren Namen in HNU – Hochschule Neu-Ulm | University of Applied Sciences und führte im Laufe des Sommersemesters 2008 schrittweise ein neues Corporate Design ein.
Im Jahr 2012 wurde an der Hochschule Neu-Ulm der erste Lions Club Campus an einer deutschen Hochschule gegründet. Dieser hat das Ziel, soziales und gesellschaftliches Engagement an und um die Hochschule zu fördern.
Die Hochschulbibliothek Neu-Ulm nahm 2010 nahm am Bibliotheksranking BIX teil – und gewann den Titel als zweitbeste deutsche Hochschulbibliothek.